# جوزف وبر (فیزیکدان)
 جوزف وبر (انگلیسی: Joseph Weber)؛ (زاده ۱۷ مهٔ ۱۹۱۹–۳۰ سپتامبر ۲۰۰۰) فیزیکدان آمریکایی بود. او اولین کنفرانس عمومی دربارهٔ اصول نهانی لیزر و میزر را ارائه داد و اولین آشکارساز موج گرانشی میله‌های وبر را ابداع کرد.